# هتل باکو
هتل باکو (به لاتین: JW Marriott Absheron Baku Hotel) یک ساختمان در جمهوری آذربایجان است که در باکو واقع شده‌است.